# 天一影片公司
天一影片公司（英語：Tianyi Film Company），第二次世界大战前中華民國的三大电影制作公司之一。于1925年由邵仁杰（邵醉翁）带领邵家兄弟在上海创立，并在香港及马来西亚设立了分部。虽然1937年在日军入侵时上海总部被毁坏，但它的香港分部（即后来的邵氏兄弟）在邵逸夫的领导下发展成为一个媒体帝国。

## 创立

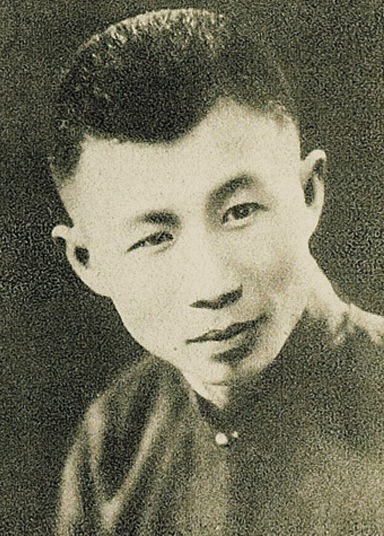
邵仁杰（邵醉翁）邵家长兄、天一的创始人

1922年，当过律师和商人的邵家长兄邵仁（邵醉翁），在上海经营“笑舞臺”劇場。当时张石川、郑正秋和周剑云等人共同创立的明星电影公司，在1923年推出了电影《孤儿救祖记》并取得巨大的成功和商业收益。受此启发的邵仁杰于1925年建立了天一影片公司，他担任總經理和导演，而他弟弟邵仁棣(邵邨人)和邵仁枚(邵山客)分别管理账目和发行。么弟邵仁楞（邵逸夫）负责杂务。

## 获得成功

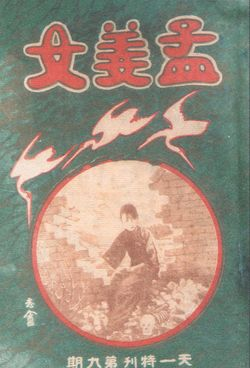
1926年天一影片《孟姜女》，主演胡蝶。

天一的第一部电影，由邵醉翁导演的《立地成佛》，在1925年上映后获得很高的利润。作为一个理解观众偏好的精明商人，邵醉翁是第一个广泛采用中国传统文学和神话传说的电影制片人。天一获得高度成功电影类型包括時代劇、武侠和神魔志怪，并引起很多其他电影制片厂的效仿。其中1925年电影《女侠李飞飞》被认为是中国最早的武俠片。
1926年，天一推出了高度成功的两部古装剧：《梁祝痛史》和《义妖白蛇传》，皆由邵醉翁导演。不仅是国内，《白蛇》在东南亚地区也最成功的中国电影。
天一是第一批在无声电影加入声音的制片商之一。在1931年制作了中国最早的片上发声电影《歌場春色》，导演为李萍倩。1934年，天一开始制作由叶浅予畅销漫画《王先生》改编的同名系列喜劇《王先生》。
不同于其他主流制片厂制作的充斥政治、左翼意识形态的电影，天一主要集中于制作非政治性的娱乐电影。到了1930年代，天一与明星和联华并列为中国最顶级的电影制片公司。

## 国际扩展

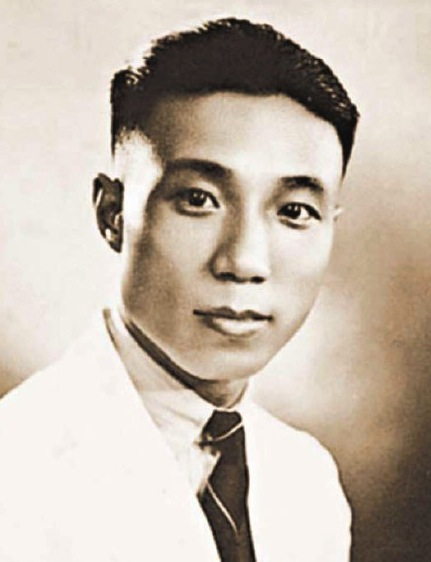
邵逸夫爵士，在香港和新加坡扩展市场。

除了上海，天一还在东南亚和香港扩展了它的业务。在1925年，邵醉翁派遣邵仁枚和邵仁楞到英属马来亚的新加坡，他们在新加坡创立邵氏公司以发行天一制作的影片。
1933年，天一推出了第一部粤语电影《白金龙》。 随后天一在香港设立了分廠并于1933至1934年制作粤语电影。后来国民政府认为武侠电影宣扬迷信且道德败坏而对其发布了禁止令以及对粤语电影的禁令，而这两个类型对天一都很重要，因为它们在海外华人社群中很受欢迎，而天一出口的上海普通话电影和在香港粤语电影遍及东南亚。邵醉翁遂将公司迁往香港，香港分廠更名为天一港廠，邵氏兄弟仅邵仁棣留在上海。1936年天一港廠被火灾破坏，邵醉翁返回上海定居。

## 终结
在1937年8月日军侵略上海前，天一将设备运输到香港:76，并将其主要业务并入天一港廠。在邵仁棣赴香港接管公司之后公司更名为「南洋影片公司」。日军占领上海后，邵醉翁将天一上海总部关闭。其他上海电影制片厂如明星和联华等，也遭受了毁灭性破坏。后来公司的香港及东南亚业务在日據期間也遭受挫折，當中在東南亞的剧院被日军占据，邵逸夫亦在新加坡遭到了监禁。

## 遗产
第二次世界大战结束后，邵醉翁闲居上海，他的弟弟们在新加坡和香港继续发展事业，其中邵氏公司在新加坡培养了著名巨星比·南利。1946年南洋影片公司租借至「大中華影片公司」合作拍片。1952年，邵仁棣收回南洋影片公司后将其更名为「邵氏父子公司」。1957年，香港成为了新的华语电影制作中心，邵逸夫从新加坡迁移至香港承接「邵氏父子公司」製片业务，建立「邵氏兄弟」。在邵逸夫的领导下，邵氏兄弟成为1960年代初期至1980年代中期，香港最大和最有影响力的电影制作公司。而后专注于TVB，成为香港占主导地位的电视公司。